# Sankt Augustin
Sankt Augustin é uma cidade da Alemanha localizada no distrito do Reno-Sieg, região administrativa de Colônia, estado da Renânia do Norte-Vestfália.
Sankt Augustin é a sede do Berufsgenossenschaftliches Institut für Arbeitschutz - um instituto público de pesquisa e de controle pertencente às cooperativas profissionais alemãs.